# 14995 Archytas
14995 Archytas (1997 VY1) là một tiểu hành tinh vành đai chính được phát hiện ngày 5 tháng 11 năm 1997 bởi P. G. Comba ở Prescott.